# Derecha alternativa

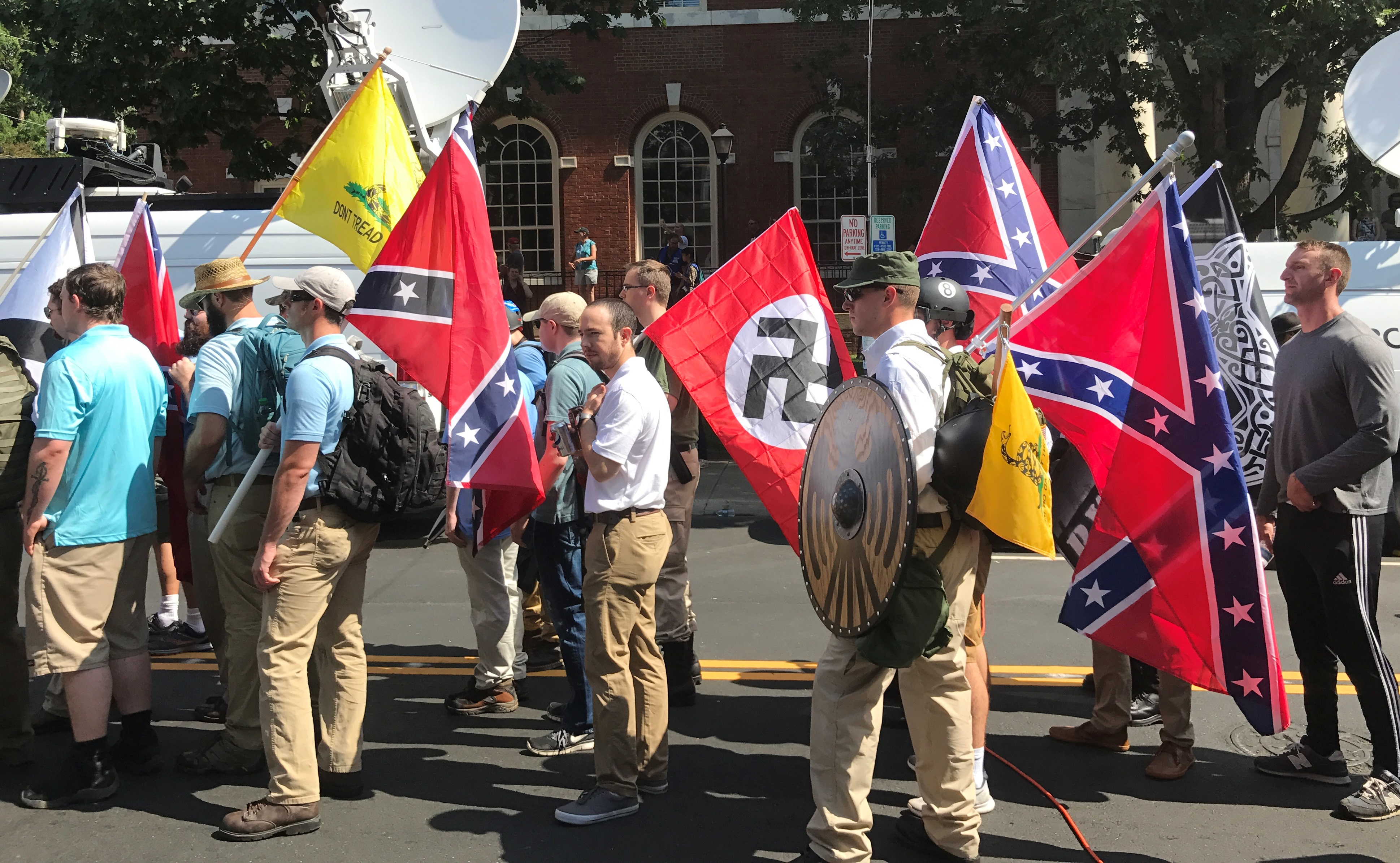
Miembros de la derecha alternativa y libertarios en Charlottesville, Virginia en agosto de 2017. Se pueden ver un bandera confederada, una bandera de Gadsden y una bandera nazi.

La derecha alternativa (del inglés alternative right, a menudo abreviado como alt-right) es un movimiento relativamente heterogéneo de extrema derecha y nacionalista blanco. La derecha alternativa se originó en los Estados Unidos, donde dicho movimiento fue nombrado por el neonazi Richard Spencer en 2010, aunque también ha logrado establecerse en otros países. No hay una única definición de la derecha alternativa, habiendo sido usado de formas diferentes por numerosos autores de la derecha alternativa, así como analistas en medios de comunicación y académicos. No obstante, los grupos identificados como de derecha alternativa defienden el supremacismo blanco, el etnoestado blanco, el ultraconservadurismo, el populismo de derecha, el racismo, el negacionismo del Holocausto, la xenofobia, la homofobia, el antisemitismo, el anticomunismo, el neonazismo, el neofascismo y la islamofobia.
En 2010, el supremacista blanco Richard B. Spencer lanzó la revista en línea The Alternative Right ("la derecha alternativa" en español). Su concepto de "derecha alternativa" estaba influenciado por formas anteriores de nacionalismo blanco estadounidense, así como por el paleoconservadurismo, la ilustración oscura y la Nouvelle Droite francesa. Abreviado como "alt-right", este término fue popularizado por usuarios de extrema derecha de /pol/, el panel sobre política en el foro en línea 4chan. Con el tiempo , ha comenzado a ser asociado con otros grupos y sitios en línea del nacionalismo blanco, incluyendo The Daily Stormer, un foro de internet creado por Andrew Anglin en 2013 que aboga por el genocidio judío, así como el Partido Tradicionalista de los Trabajadores, fundado por Matthew Heimbach. En 2015 la derecha alternativa atrajo una atención renovada, particularmente a través de Breitbart News, debido a su apoyo generalizado a la campaña presidencial de Donald Trump; tras ser electo, Trump repudió el movimiento. En un intento por organizar un movimiento de mayor impacto, Spencer y otros autores de derecha alternativa organizaron la manifestación Unite the Right en agosto de 2017, en Charlottesville, Virginia; esta manifestación generó una importante oposición antifascista, y el movimiento comenzó a decaer tras esto. 
La derecha alternativa es un movimiento biológicamente racista que promueve una forma de extrema derecha de política identitaria para estadounidenses de ascendencia europea. Parte de sus miembros busca mayores restricciones inmigratorias para asegurar una mayoría blanca en los Estados Unidos; otros reclaman la desintegración del país para formar un etnoestado blanco en Norteamérica. Algunos miembros buscan tornar el nacionalismo blanco en una ideología aceptable en los Estados Unidos, mientras otros, conocidos como "la movida 1488" (en inglés, the 1488 scene), adoptan abiertamente posturas supremacistas y neonazis con la intención de provocar. Entre sus miembros es común el antisemitismo y la teoría conspirativa de un complot judío para lograr el genocidio blanco. La derecha alternativa se opone fuertemente al feminismo, y propone una sociedad más patriarcal, y a partir de eso a menudo se la ha analizado junto con el movimiento por los derechos de los hombres. Por lo general sus partidarios se oponen al intervencionismo y apoyan políticas de exterior aislacionistas, así como el proteccionismo económico. Numerosos individuos han adoptado algunos conceptos de la derecha alternativa pero denunciando el nacionalismo blanco: estos son conocidos en Estados Unidos como alt-lite o new right (nueva derecha).
La derecha alternativa ha logrado distinguirse de nacionalismos blancos anteriores a través de su presencia en las redes y su fuerte uso del humor irónico (y en ocasiones sarcástico) para la propaganda, principalmente en memes de internet como Pepe the Frog. Sus miembros son mayoritariamente varones y blancos; su crecimiento ha sido vinculado por académicos a un estándar de vida cada vez peor, así como una preocupación creciente por el lugar de la masculinidad blanca en la sociedad contemporánea, parcialmente por movimientos de izquierda cada vez más visibles como Black Lives Matter. Numerosos grupos que usan la denominación de derecha alternativa han sido caracterizados como grupos de promoción de odio (en inglés, hate groups), mientras que material de autores de derecha alternativa ha contribuido a la radicalización de jóvenes blancos responsables por varios asesinatos y ataques terroristas en Estados Unidos y en el mundo a partir de 2014. Muchas áreas diferentes del espectro político han expresado su oposición a la derecha alternativa, incluyendo socialistas, liberales y conservadores. Algunos críticos han expresado que el término mismo de "derecha alternativa" pueda ser  apenas un cambio de nombre para el supremacismo blanco.

## Etimología y alcance
El término "derecha alternativa" lo usó por primera vez en noviembre de 2008 el autodenominado filósofo paleoconservador Paul Gottfried, dirigiéndose al Club H. L. Mencken sobre lo que llamó "la derecha alternativa". Esta charla se publicó en diciembre con el título "El declive y el ascenso de la derecha alternativa" en la revista conservadora de Taki, convirtiéndose en el primer uso publicado de la frase en su contexto actual, según Slate. En 2009, dos publicaciones más en Taki's Magazine (una por Patrick J. Ford y la otra por Jack Hunter) discutieron aún más la derecha alternativa. Desde 2016, el término se ha atribuido comúnmente a Richard B. Spencer, presidente del Instituto de Política Nacional y fundador del sitio web Alternative Right.
A partir de febrero de 2018, el alcance del término "alt-right" todavía está en proceso. The Associated Press aconseja a sus periodistas que no utilicen el término sin proporcionar una definición interna, debido a su vaguedad. La Liga Antidifamación afirma que "alt-right" es un "vago término que engloba a un grupo de personas de extrema derecha que rechazan el conservadurismo general en favor de formas de conservadurismo que abarquen el racismo implícito o explícito o la supremacía blanca". El escritor conservador Ben Shapiro afirma que la izquierda estadounidense ha intentado "agrupar a la derecha con la derecha alternativa al aceptar una definición más amplia y falsa de la derecha alternativa que podría incluir el conservadurismo tradicional", pero otros conservadores han abogado por una definición más amplia. Por ejemplo, Allum Bokhari y Milo Yiannopoulos, en Breitbart News, describieron la derecha alternativa en marzo de 2016 como "un movimiento amorfo [...] - que algunos, en su mayoría tipos del establishment - insisten en que es poco más que un vehículo para las peores desperdicios de la sociedad humana: antisemitas, supremacistas blancos y otros miembros del conjunto Stormfront". Por otra parte, el Southern Poverty Law Center afirma que "[Alt] Right está íntimamente conectado [con] el identitarismo estadounidense, una versión de una ideología popular en Europa que enfatiza la homogeneidad cultural y racial en diferentes países" y también señala que los múltiples líderes de la derecha, incluido Richard B. Spencer, abrazan el antisemitismo explícito.
En 2016, Associated Press describió la etiqueta de "derecha alternativa" como "actualmente abrazada por algunos supremacistas blancos y nacionalistas blancos" que "puede existir principalmente como un dispositivo de relaciones públicas para hacer que las creencias reales de sus partidarios sean menos claras y más aceptables para una audiencia más amplia ". The Associated Press dijo que anteriormente había llamado tales creencias "racistas, neonazis o supremacista blanca".

## Historia
Este movimiento tiene sus orígenes en el libro La Nueva Derecha de Alain de Benoist, publicado en 1982, en el cual el autor hace una crítica a la derecha neoliberal. Sin embargo, su activismo se da a través del internet, en sitios web como 4chan, donde sus miembros anónimos, la mayoría de ellos jóvenes, crean y usan imágenes a modo de memes para expresar sus opiniones.
Sustituyó exitosamente al Tea Party como plataforma más combativa de la derecha estadounidense. La victoria electoral de Donald Trump en las elecciones presidenciales de 2016 es vista como su mayor logro hasta el momento. El apoyo de la derecha alternativa a Trump fue importante para que éste ganara las primarias del Partido Republicano.
Aun así, la derecha alternativa nunca sintió un compromiso ideológico con Trump, y se ha dicho que esto veían en el candidato un posible caballo de troya, o un acontecimiento simbólico y representativo de las "masas blancas descontentas". Tanto Jared Taylor como Richard Spencer se han mostrado descontentos con su gobierno actual.

## Ideales
La alt-right no tiene ideología formal, y en ocasiones rompe esquemas clásicos, si bien se opone a buena parte de los valores establecidos como políticamente correctos en el mundo occidental. Las distintas personas que se describen a sí mismas como derechistas alternativos expresan diferentes creencias sobre lo que quiere lograr. Sin embargo, hay actitudes recurrentes que existen dentro del movimiento. Las opiniones de la derecha alternativa son profundamente antiigualitaristas, razón por la que rechazan muchas de las premisas básicas de la Ilustración .
Algunos grupos pueden tener opiniones similares ante estas ideas antisemitas, islamófobas, antifeministas, anticomunistas, anarcocapitalistas, homófobas, racistas, etnonacionalistas, tradicionalistas y neorreaccionarias.
Este tipo de ideología ha vivido un impulso por el desarrollo de las redes sociales, la dura oposición del Partido Republicano durante la presidencia de Barack Obama y el impacto de la Gran Recesión desde el año 2008, además de afirmar que los neoconservadores están influidos por ideales progresistas y globalistas.

## Alt-light
Alt-light (cuya traducción más adecuada sería "derecha suave") es un término despectivo usado por la derecha alternativa para describir a quienes, aun pareciendo ideológicamente cercanos a ellos, se niegan a hablar temas tabú (ie. raza, etnonacionalismo, nacionalismo blanco, antiliberalismo, etc.). 
Las diferencias entre ambas son a menudo esenciales. Mientras que la alt-right es abiertamente etnonacionalista-blanca, colectivista, antidemocrática, favorable al aborto (en tanto eugenésico y no feminista), predominantemente secular, aunque con una notable presencia cristiana y hostil al sionismo; la alt-light es nacionalista cívica, liberal o libertaria, provida, marcadamente cristiana y favorable al estado de Israel y el sionismo.
Gavin McInnes ha declarado en el documental Alt-Right: Age of Rage (2017) que la característica fundamental de la Alt-Right (derecha alternativa) es su racismo y apología del separatismo, mientras que su sector (léase, alt-light, integrado por personas como Milo Yiannopoulos, Lauren Southern o Paul Joseph Watson) propone una convivencia multirracial dentro de un proyecto "libertario". Desde la otra trinchera, tanto Greg Johnson como Richard Spencer han manifestado su rechazo a ideologías liberales-libertarias. Este último dijo que sería "incompatible con el nacionalismo y la identidad nacional".
Richard Spencer, figura principal de la derecha alternativa, ha dicho a The Daily Beast que "la alt-Light presenta problemas fundamentales" puesto que:

"las personas como Mike Cernovich y Milo Yiannopoulos no tienen una ideología; ni siquiera tienen propuestas que puedas criticar. Son fanáticos de Trump vagamente conservadores y un poco neoconservadores. Se limitan a quejarse de feministas y los SJW (guerreros de la justicia social); en otras palabras, recogen la fruta baja."
Richard Spencer

Agregó también:

"Se quejan de la falta de libertad de expresión (...) pero el problema es que claramente hay algo de libertad de expresión que no les gusta: particularmente en relación con la raza y el activismo e influencia judía".
Richard Spencer

## Símbolos y términos
Parte de su terminología se articuló con el manifiesto Alt-Right escrito por Allum Bokhari y Milo Yiannopoulos en 2016.

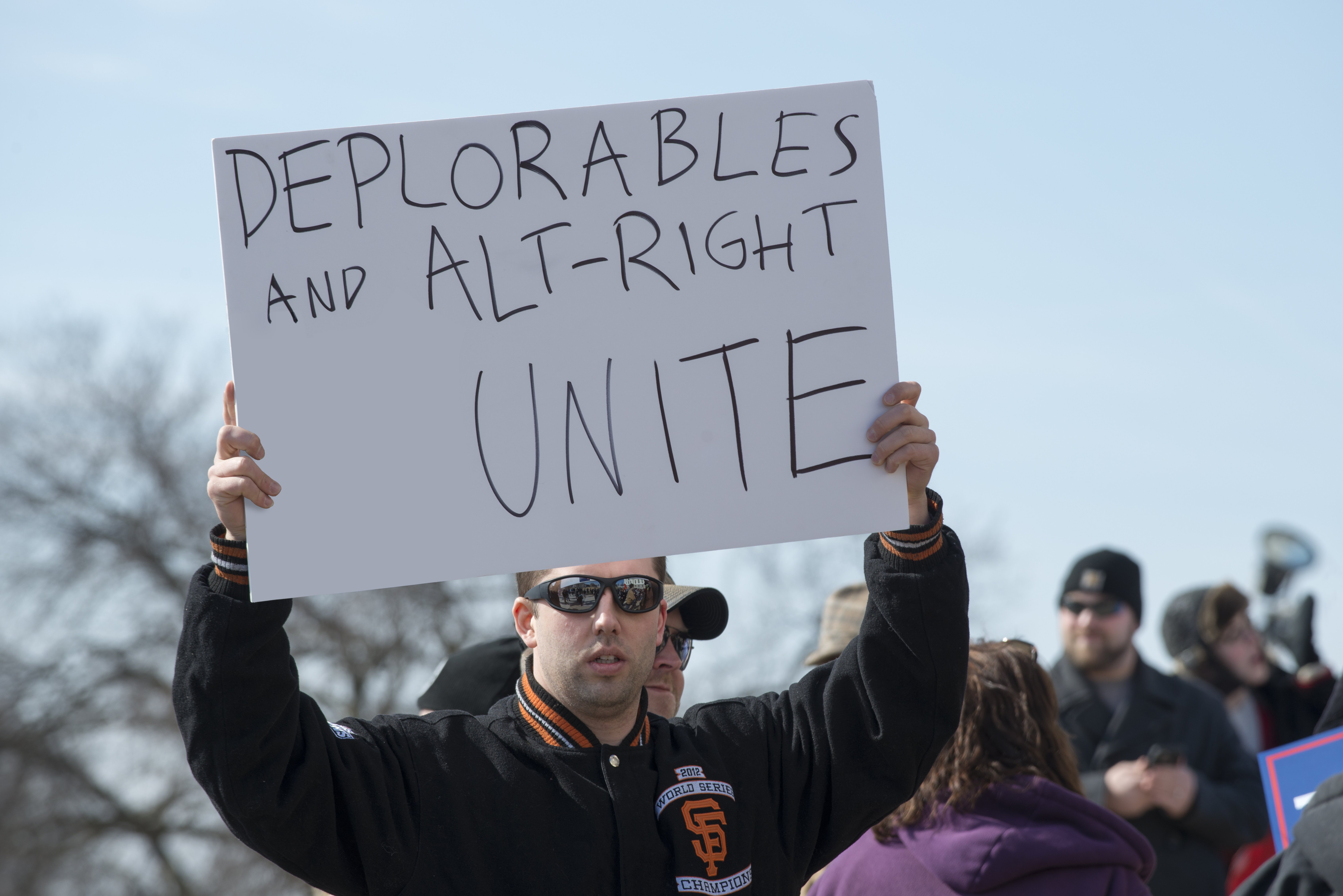
Un partidario de Trump sosteniendo un cartel en la Marcha por Trump en Saint Paul, Minnesota, en marzo de 2017. El cartel hace referencia a un discurso de Hillary Clinton en el que ésta llamó "deplorables" a los partidarios de Trump.

- La Rana Pepe («Pepe the Frog» en inglés): un personaje creado por Matt Furie para su cómic Boy's Club. Se convirtió en un meme de Internet cuando su popularidad creció constantemente a través de Myspace, Gaia Online y 4chan en 2008.  Asimismo se ha relacionado esta rana, a modo de broma, con el culto a la deidad Kek del antiguo Egipto. Fue declarada «símbolo de odio» por la organización judía Liga Antidifamación después de que el sitio web de la campaña presidencial de Hillary Clinton haya denunciado su uso como un símbolo de supremacía blanca.[16][17] En mayo de 2017, su creador decidió "matar" al personaje debido a su apropiación por grupos racistas.[31]
- Kekistán: Kekistan es un país ficticio creado por usuarios de 4chan, el cual se ha convertido en un meme político y un movimiento en línea.[32]
- Los Deplorables: En plena campaña electoral, Donald Trump Junior publicó en las redes un póster retocado de la película The Expendables titulado "Los Deplorables", en respuesta a Hillary Clinton, ya que la misma tachó a los votantes de Trump de "deplorables". Esta imagen incluyó el rostro de la Rana Pepe, además del de Trump y otras figuras relevantes en el equipo de Trump y la alt-right. Desde entonces muchos seguidores de la derecha alternativa se identifican a sí mismos como "deplorables".

- Cuckservative: es un término despectivo mezcla de dos palabras en inglés (cuckold, del pájaro cuco en alusión a su hábito de poner sus huevos en nidos de otras aves; y conservative, conservador en su sentido tradicional). Está tomado del género pornográfico conocido como «cuckold» («cornudo») que representa a maridos excitados por ver a su esposa copulando con otros hombres, con frecuencia de raza negra.[17] Se utiliza para acusar a los conservadores que acogen o toleran ideas progresistas.

- Fashwave: Es una estética derivada de Synthwave o Vaporwave que se asocia con la derecha alternativa que combina la estética asociada con lo mencionado anteriormente y se mezcla con la promoción del fascismo, o capitalismo y los principios básicos de la derecha alternativa en su conjunto. Puede variar desde música hasta arte visual.